# Студенок (Железногорский район)
Студено́к — деревня в Железногорском районе Курской области. Административный центр Студенокского сельсовета.

## География
Расположена на севере Железногорского района, в 3 км к северо-западу от центральной части Железногорска на ручье Песечень, притоке Погарщины. В деревне есть два пруда, расположенные на этом ручье. Высота населённого пункта над уровнем моря — 232 м. К деревне примыкают садоводческие товарищества «Берёзка», «Зелёная роща» и «Металлург».

## История
По данным 1649 года деревня Студенок состояла из 26 дворов и была приписана к Долбенкинскому острогу. Местные жители могли укрываться в этой крепости во время набегов крымских татар, а также должны были поддерживать её в обороноспособном состоянии. По переписи 1705 года в деревне было 24 двора, проживало 130 человек (в том числе 41 недоросль, 10 человек на военной службе). В 1707 году в Студенке было 22 «жилых» двора (в том числе 1 бобыльский), 3 пустых, проживало 133 человека (в том числе 57 недорослей). Эти переписи учитывали только мужское население и домохозяек-вдов или незамужних. В то время деревня входила в состав Радогожского стана Комарицкой волости. На протяжении XVIII века деревней владели дворяне Кантемиры, Трубецкие, Безбородко, Волконские. Так, в 1763 году за Кантемирами здесь числилось 144 души мужского пола, за Трубецкими — 33. В 1797 году за Безбородко числилось 216 душ мужского пола, за Волконскими — 25. Население деревни было приписано к Покровскому храму соседнего села Разветье.
В 1778 году Студенок вошёл в состав новообразованного Луганского уезда Орловского наместничества. С 1782 года в составе Дмитровского уезда Орловской губернии.
В 1853 году в Студенке было 57 дворов, проживало 694 человека (358 мужского пола и 336 женского). В 1861 году деревня была включена в Долбенкинскую волость Дмитровского уезда. В 1866 году в бывшей владельческой деревне Студенок было 54 двора, проживало 678 человек (337 мужского пола и 341 женского), действовали 12 маслобоен. В 1877 году здесь было уже 80 дворов, проживало 714 человек. В 1897 году в деревне проживало 679 человек (319 мужского пола и 360 женского); всё население исповедовало православие.
В 1926 году в Студенке было 109 дворов, проживал 561 человек (271 мужского пола и 290 женского), действовали школа 1-й ступени, пункт ликвидации неграмотности, кооперативное торговое заведение III-го разряда. В то время деревня входила в состав Трояновского сельсовета Долбенкинской волости Дмитровского уезда. С 1928 года в составе Михайловского (ныне Железногорского) района. 
В октябре 1930 года в Студенке был создан колхоз «Красное Знамя», который просуществовал до 1954 года. В 1937 году в деревне было 86 дворов, действовали школа и ветряная мельница. 
Во время Великой Отечественной войны, с октября 1941 года, деревня находилась в зоне немецко-фашистской оккупации. Освбождена 26 февраля 1943 года 354-й стрелковой дивизией под командованием полковника Д. Ф. Алексеева.
В 1954 году студенокский колхоз «Красное Знамя» был объединён с колхозом имени Кирова (центр в д. Погарище) в одну артель — имени Кирова с центральной усадьбой в Студенке. 
В 1957 году началось строительство посёлка Октябрьский — будущего города Железногорск, и освоение Михайловского железорудного месторождения. В связи с этим в июне 1959 года студенокский колхоз имени Кирова был реорганизован в Студенокское отделение совхоза Михайловского железорудного комбината.
В 1985 году деревня стала административным центром новообразованного Студенокского сельсовета.

## Население
| 1853  | 1866 | 1877 | 1897 | 1926 | 1979  | 2002  |
| ----- | ---- | ---- | ---- | ---- | ----- | ----- |
| 694   | ↘678 | ↗714 | ↘679 | ↘561 | ↗1250 | ↗2110 |
| 2010  |      |      |      |      |       |       |
| ↘2019 |      |      |      |      |       |       |

## Улицы
В деревне 2 улицы:
- Новый Квартал
- Советская

## Экономика
В деревне действует ОАО «Красная Поляна», специализирующаяся на птицеводстве (птицефабрики «Красная Поляна» и «Западная») и выращивании зерновых культур.

## Религия
В деревне действует православный храм «Неупиваемая Чаша» иконы Божией Матери. Построен в 2005—2010 годах в псковском средневековом архитектурном стиле. Освящён 14 января 2010 года.